# Casa del Rilievo di Telefo
La casa del Rilievo di Telefo è una casa di epoca romana, sepolta durante l'eruzione del Vesuvio del 79 e riportata alla luce a seguito degli scavi archeologici dell'antica Ercolano: è così chiamata poiché al suo interno venne rinvenuto un altorilievo raffigurante il mito di Telefo.

## Storia e descrizione
Originariamente la casa del Rilievo di Telefo era unita con la casa della Gemma ed apparteneva con ogni probabilità a Marco Nonio Balbo: durante dei lavori di ristrutturazione, nel periodo augusteo, le due abitazioni vennero divise, assumendo l'aspetto definitivo; altri lavori di restauro si resero necessari a seguito dei danni provocati dal terremoto di Pompei del 62. Durante l'eruzione del Vesuvio del 79, così come il resto della città, anche la casa venne sepolta sotto una coltre di fango e fu riportata alla luce agli inizi del XX secolo a seguito degli scavi condotti da Amedeo Maiuri.

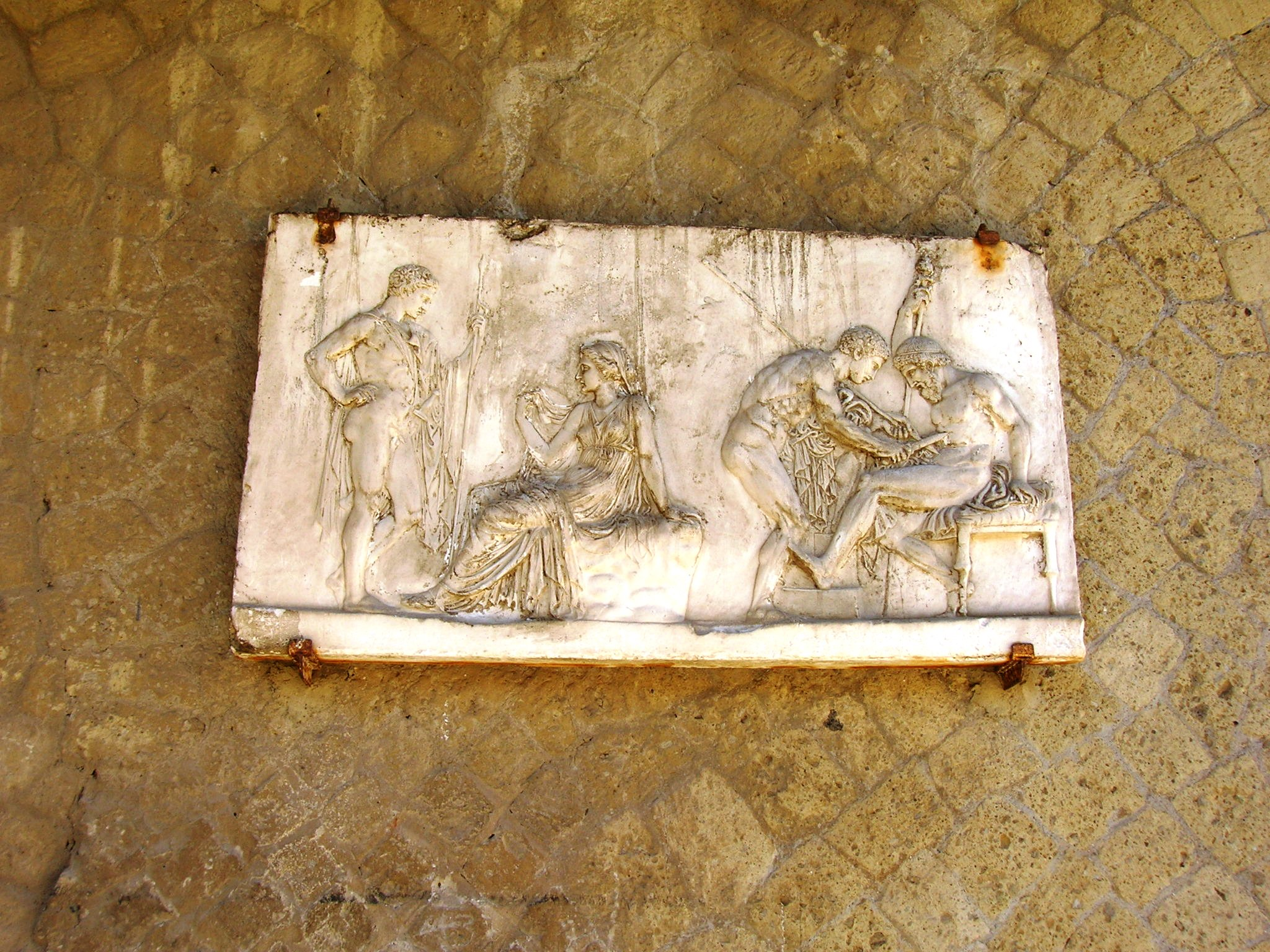
Il rilievo di Telefo

Con i suoi milleottocento metri quadrati, la casa è la seconda più grande di Ercolano dopo la casa dell'Albergo: sorge nei pressi delle Terme Suburbane a cui è collegata tramite un accesso privato, ha un impianto irregolare, frutto dei continui ampliamenti per avvicinarsi al mare, e strutturata su tre livelli. Superato il vestibolo, si accede all'atrio: dal tipico aspetto ellenistico, è molto simile ad un peristilio, con impluvium centrale in marmo, trasformato dopo il terremoto del 62 in un pluteo per accogliere piante e due colonnati laterali, utilizzati per reggere il piano superiore: le colonne sono realizzate in mattoni ricoperte di stucco rosso, mentre le pareti hanno affreschi in terzo stile di colore giallo, anche se per effetto dei gas sviluppatisi a seguito dell'eruzione sono diventati rossi, con decorazione di elementi architettonici; tra le colonne sono stati rinvenuti otto oscilla, ossia dischi in marmo sui quali sono raffigurati scene dionisiache. Sull'atrio si aprono una diaeta, all'interno della quale è stato rinvenuto un altorilievo, di cui oggi è possibile osservare una copia, raffigurante il mito di Telefo, un oecus, originariamente rivestito in marmo, l'accesso alla stalla, che gode anche di un ingresso direttamente dalla strada e il tablino, con pavimento a mosaico bianco e doppio bordo nero e pareti in stucco giallo. Un corridoio a rampa conduce al livello sottostante dove si trova il peristilio, porticato su tutti e quattro i lati con trentadue colonne in opera listata: circonda un giardino ed una piscina che conserva ancora l'intonaco di colore blu. Intorno al peristilio si aprono tre ambienti tutti pavimentati a mosaico ed al di sotto di questi, ancora da esplorare, si trovano altre stanze delle quali sono visibili solo i bordi decorati a stucco. Un altro corridoio porta ad una sorta di torre, caratterizzata da più livelli, dei quali i più bassi al momento dell'eruzione erano già in disuso poiché soggetti all'azione negativa del mare: esternamente la torre è decorata da semicolonne che sorreggono archi, mentre all'interno ogni piano è suddiviso in tre o quattro camere ed in particolare, ben conservati sono sia l'ultimo piano con pavimento in marmi policromi e pareti in cipollino e africano, sia quello sottostante che presenta marmi meno pregiati in opus sectile come pavimentazione e stucchi alle pareti in rosso e bianco che tendono a riprodurre la carta da parati. All'interno della casa sono state ritrovate un gran numero di statue tutte di scuola neoattica, oltre ad un sigillo in bronzo appartenente con ogni probabilità ad un servo. Durante alcuni scavi condotti sulla spiaggia, dopo aver rimosso circa un metro di fango, sono venuti alla luce trenta metri quadrati di pezzi di legno non carbonizzato appartenenti all'abitazione: questi dovevano far parte del tetto ed hanno conservato la loro colorazione in azzurro e rosso, oltre a mostrare segni d'incastro tra loro.